# Akinosuke Oka
Akinosuke Oka (岡 明之助, Oka Akinosuke, 5 juillet 1890 – 2 février 1943) est un général de l'Armée impériale japonaise ayant pris part à la campagne de Guadalcanal durant la Seconde Guerre mondiale. Il fut promu général à titre posthume.

### Ouvrages
- (en) Richard Frank, Guadalcanal: The Definitive Account of the Landmark Battle, New York, Random House, 1990 (ISBN 978-0-394-58875-9)
- (en) Samuel B. Griffith, The Battle for Guadalcanal, Champaign, Illinois, USA, University of Illinois Press, 1963, 282 p. (ISBN 978-0-252-06891-1)
- (en) Michael T. Smith, Bloody Ridge: The Battle That Saved Guadalcanal, New York, Pocket, 2000 (ISBN 0-7434-6321-8)
- (en) Gordon L. Rottman et Dr. Duncan Anderson (consultant editor), Japanese Army in World War II:  The South Pacific and New Guinea, 1942-43, Oxford and New York, Osprey, 2005 (ISBN 1-84176-870-7)

## Source de la traduction
- (en) Cet article est partiellement ou en totalité issu de l’article de Wikipédia en anglais intitulé « Akinosuke Oka » (voir la liste des auteurs).